# 宮下未紀
宮下未紀（7月16日—）是日本成人向女性漫畫家兼插圖畫家。由於近年經歷不少人氣輕小說動畫化的經驗，因此開始涉及一般向漫畫。住在神奈川縣，喜歡鸚鵡，曾畫過有關鳥的同人漫畫。
以『共月邸』（前共月亭）為名進行男性向同人誌小組的活動。
岩田次夫在很早之前已發覺宮下的才能，並在其無名時代已有很深的交往。

## 作品列表

### 漫畫
- 蓋爾的魔法妖精（ピクシーゲイル，已出版2卷，無限期休載）
- 思春小魔女（キスきゅー，全1卷）
- 愛的魔法（まぶらほ，築地俊彦原作，全2卷）
- 秋葉原元氣女僕大進擊（秋葉原いちまんちゃんねる，全1卷）
- 简单易懂的现代魔法系列（よくわかる現代魔法，樱坂洋原作，全2卷）※自己担当插画的轻小说漫画化
- 貧窮千金俏女僕（マイナスりてらしー，全1卷）
- 鄰家小蘿莉（となりのランドセルw，全4卷）
- 琉璃垣夜子的遺言（瑠璃垣夜子の遺言，全4卷，23話）

### 插畫
- 簡單易懂的現代魔法系列（樱坂洋著、Super Dash文庫（集英社）刊）
- （伊東京一著、Fami通文庫（Enterbrain）刊）

### 其他
- 鍵姬物語 永久愛麗絲迴旋曲（鍵姫物語 永久アリス輪舞曲，介錯著、一部份人物設定協力）

## 外部連結
- KYOUGETSUTEI - 個人網頁。
- 宮下未紀的X（前Twitter）